# Región de Namaqualand

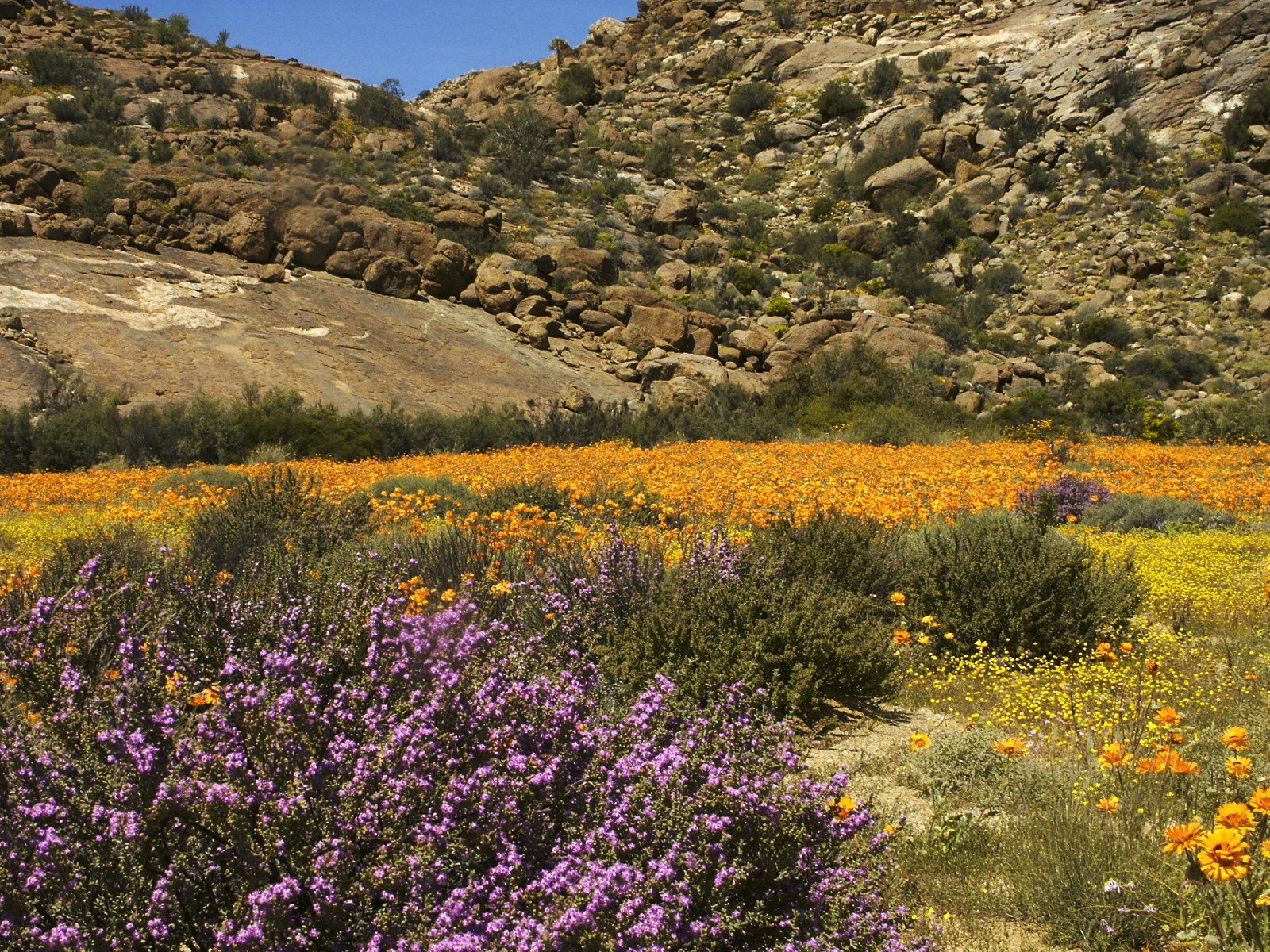
Paisaje agreste natural florido de Namaqualand luego de las lluvias anuales.

Namaqualand es el nombre de una región árida en el suroeste de África. Esta zona se extiende a lo largo de más de unos 1000 km de la costa oeste cubriendo un área de 440 000 km².
La región está dividida por el curso bajo del río Orange en lo que se conoce como Pequeña Namaqualand al sur, y Gran Namaqualand al norte. La Pequeña Namaqualand es parte de la provincia Septentrional del Cabo de Sudáfrica, mientras que Gran Namaqualand, una zona escasamente poblada por algunos miembros de la etnia khoikhoi está principalmente en la región Karas de Namibia.
La riqueza floral de la costa atlántica del Cabo, incluyendo las laderas de las montañas y en los valles interiores, es sin duda una de las mayores atracciones de la provincia.
Más de 3000 especies florales han sido identificadas en la región.
La mayor parte del año el paisaje es desértico, las escasas precipitaciones pluviales solo ocurren una o dos veces al año, sin embargo en primavera después de la primera lluvia, como un milagro, un brillante manto multicolor cubre los valles.
La mejor época para visitarlo, es desde el mes de agosto hasta fines de octubre, comienza a florecer desde el norte de la provincia esparciéndose hacia el sur, a medida que el calor avanza; y el mejor momento para apreciar su esplendor es alrededor del mediodía, ya que al amanecer o al atardecer las flores tienden a cerrarse.
De todas maneras, durante las diferentes épocas del año, se pueden observar diferentes especies como áloes, amaryllids, vygies, etc.
Durante todo el año se organizan, además, gran cantidad de eventos como exhibiciones, festivales, conferencias, exposiciones y cursos.

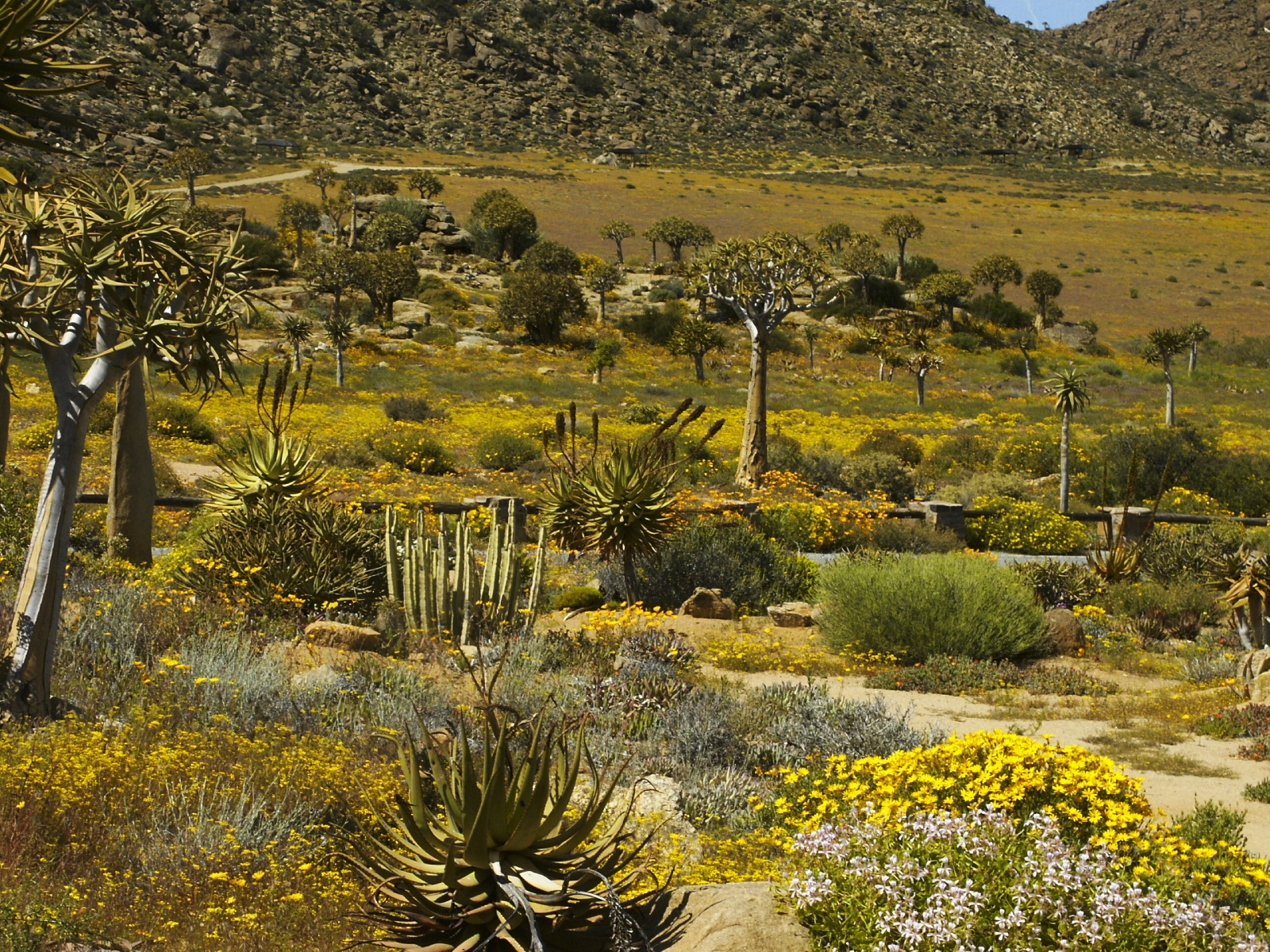
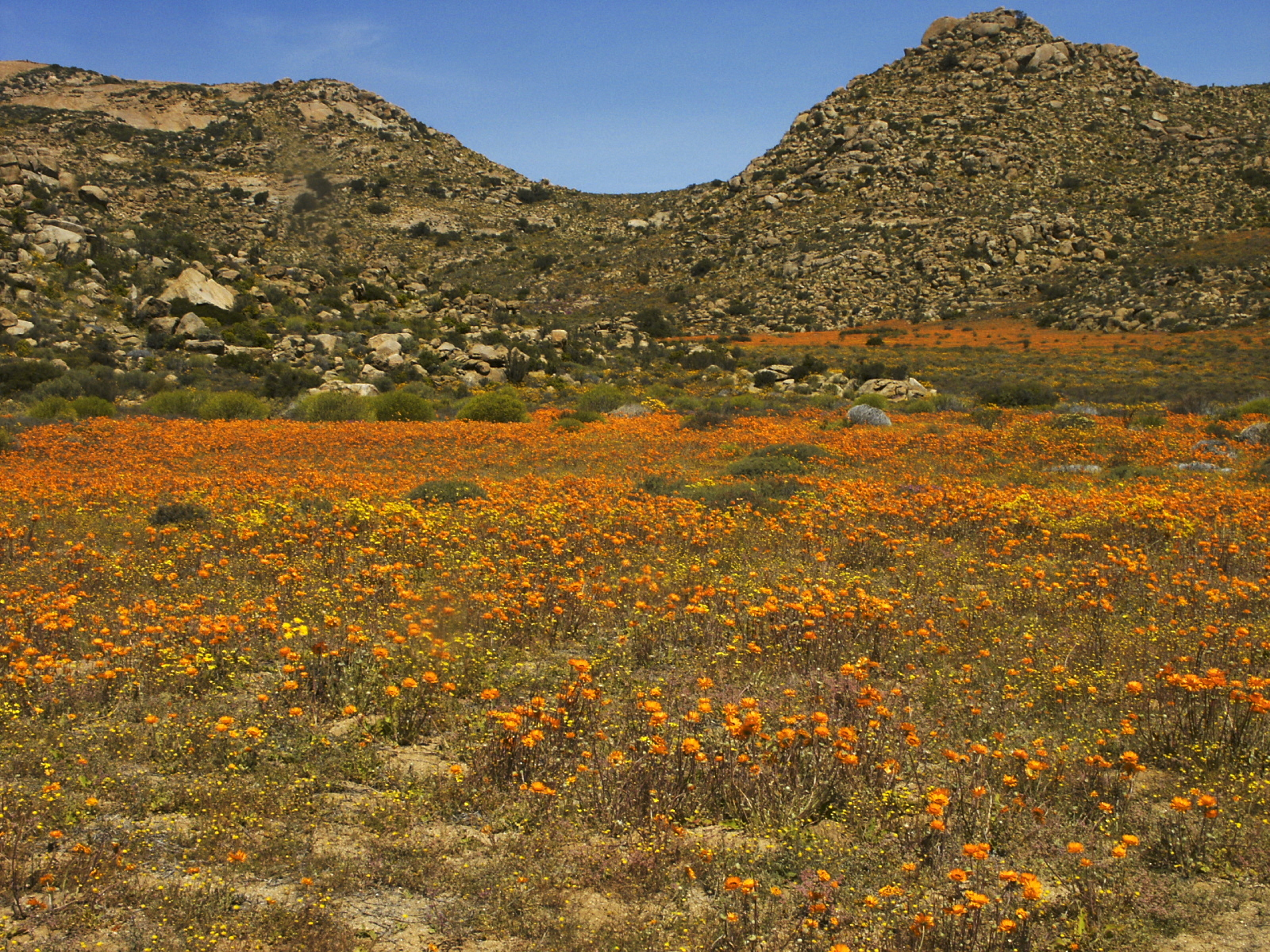
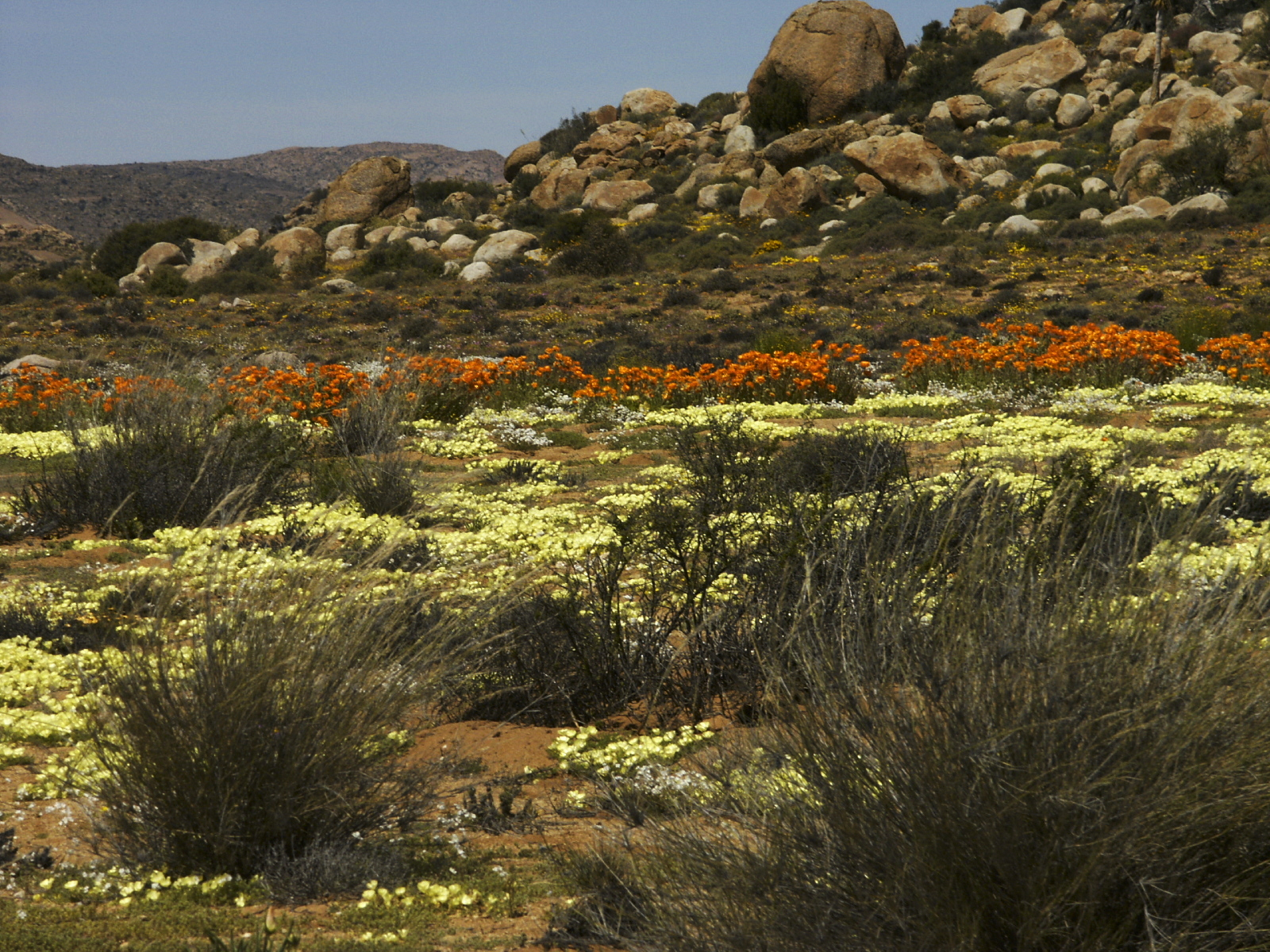